# Sylttjärnen
Sylttjärnen är en sjö i Härjedalens kommun i Härjedalen och ingår i Ljusnans huvudavrinningsområde. Sjön har en area på 0,0754 kvadratkilometer och ligger 739,8 meter över havet.

## Delavrinningsområde
Sylttjärnen ingår i det delavrinningsområde (692574-137006) som SMHI kallar för Ovan VDRID = 692631-137392 i Ljusnans vattendrags*. Medelhöjden är 598 meter över havet och ytan är 42,48 kvadratkilometer. Räknas de 297 avrinningsområdena uppströms in blir den ackumulerade arean 2 449,38 kvadratkilometer. Avrinningsområdets utflöde Ljusnan mynnar i havet. Avrinningsområdet består mestadels av skog (88 procent). Avrinningsområdet har 0,39 kvadratkilometer vattenytor vilket ger det en sjöprocent på 0,9 procent.